# Escola Secundária Avelar Brotero

A Escola Secundária de Avelar Brotero é uma escola secundária, situada na Solum,  freguesia de Santo António dos Olivais, em Coimbra, junto do Estádio Municipal de Coimbra e das Piscinas municipais de Coimbra.
Em Fevereiro de 1889, é elevada a escola Industrial e necessitava de mais espaço, tendo sido anexadas o andar superior da fachada oeste do Jardim da Manga, a fachada sul do mesmo, a antiga capela do noviciado, o pavimento térreo das duas fachadas e o próprio Jardim da Manga que servia de recreio. Chegou a existir um projecto de um edifício novo entre o mercado D. Pedro V e a actual Praça da República, projecto esse que nunca veio a ser construído. Sendo uma escola industrial, necessitava de ter oficinas de trabalho que ficaram instaladas nas casas baixas do claustro da Manga, mas com o passar do tempo e com o aumento da frequência escolar, ferramentas e maquinaria, teve que se recorrer à construção de pavilhões sobre os tanques do Jardim. E foi nessas instalações, progressivamente beneficiadas, que a escola funcionou durante anos. 
Mas a 13 de Janeiro de 1917, um incêndio destruiu uma parte das instalações. Devido ao incêndio, a Brotero foi transferida para a Quinta de Santa Cruz na antiga casa de verão do Prior (espaço que hoje ocupado pela AAC - Associação Académica de Coimbra), mantendo-se apenas as oficinas no Jardim da Manga. 
Em 1926, a brotero partilhou as instalações com o Instituto Industrial e Comercial de Coimbra, mas devido à escassez das mesmas, a distância a que se encontravam das oficinas e do centro de Coimbra e a morosidade que se verificou na construção do novo edifício junto à Praça da República, levou a mudança de instalações dos dois estabelecimentos de ensino para a antiga hospedaria de Santa Cruz e residência do seu Prior frente ao Mercado D. Pedro V, onde ficou por mais de 35 anos e onde actualmente funciona a Escola Secundária Jaime Cortesão. O edifício construido na Praça da República nunca chegou a ser ocupado pela Brotero. Mais tarde, a 25 de Agosto de 1948, com a reforma do ensino Técnico Profissional, foram atribuidos à escola os seguinte cursos: Ciclo Preparatório; Cursos de Formação de Serralheiros; Montadores Electricistas; Carpinteiros-marceneiros, Ceramistas, Curso de Formação Feminina (a funcionarem quatro ou três anos, conforme constituísse ou não habilitação para o Magistério Primário, Bordados); Curso Geral de Comércio; secções Preparatórias para os Institutos Industriais e Comerciais; Cursos de Especialização (em regime de ensino de formação) de Mecânica de Automóveis, Desenhador de Construção Civil e Modista de Vestidos, Curso de Mestrança de Construtor Civil, incluindo um ano preparatório. Estes cursos não tinham acesso directo à universidade, os diplomados eram técnicos que a vida activa de imediato aguardava. E o desemprego não era uma constante para estes jovens. As empresas contratavam-nos já nas salas de aula. Os alunos da Brotero eram admitidos nalgumas das maiores empresas do país, (TAP, CTT, EDP, TRIUNFO, CIMPOR, CUF, LISNAVE, PORTUCEL); em serviços públicos diversos; em indústrias artísticas; em variadíssimos serviços e empresas; nos melhores gabinetes de desenho técnico nacionais e até do estrangeiro (África do Sul, Austrália, Brasil), por vezes em lugares de chefia. 
Em 1960, a escola muda as suas instalações para um novo edifício junto ao Estádio de Coimbra (edifício onde se encontra nos dias de hoje). Entre os anos 60 e 70, aconteceu a chamada explosão escolar. Grande massa da população acorreu à Escola. O Ministro Veiga Simão, reconhecendo a todos o direito à educação e defendendo a igualdade de oportunidades, arquivou a dicotomia Ensino Liceal e Ensino Técnico Profissional, fazendo surgir em seu lugar um Ensino Secundário, Liceal ou Técnico. Foi assim que nos primórdios da década de 70, os Cursos de Formação e de Aperfeiçoamento do Ensino Técnico foram, progressivamente, dando lugar aos Cursos Gerais e Complementares do Ensino Secundário Técnico, os quais, mediante certas condições, viriam também a dar acesso à Universidade. Na agora (1971) denominada Escola Técnica de Avelar Brotero (liberta do seu Ciclo Preparatório, unificado em 1968/69 com o 1º ciclo do Ensino Liceal, dando origem ao Ciclo Preparatório do Ensino Secundário, que ainda funcionou na Brotero durante alguns anos), começaram a ministrar-se em 1971/72 os novos Cursos Gerais e em 1973/74 os novos Complementares (estes dos sectores Industrial, dos Serviços e das Artes Visuais). Após esta mudança, que poderá considerar-se de transição, a Escola Brotero entrou no segundo momento da sua história – o iniciado em 1975/76 com a instituição do Ensino Secundário Unificado, reforma inovadora, pretendendo “uma adequação ao ensino às exigências políticas e culturais da sociedade portuguesa” no pós-25 de Abril. 
Com a implementação de um “tronco comum”,o Ensino Secundário foi definitivamente unificado ,passando a Brotero a usufruir da mesma configuração estrutural dos antigos liceus. Lançado o 7º ano de escolaridade, alijou praticamente o seu cariz profissionalizante, embora tenha mantido áreas e opções de índole tecnológica ou artística, acrescidas posteriormente de outras que os tempos impuseram. Quase todas as áreas de Trabalhos Oficinais introduzidas por esta Reforma para os 7º e 8º anos tiveram assento na Brotero, assim como uma vasta gama das opções de Formação Vocacional previstas para o 9º,incluindo Mecanotecnia, Electrotecnia, Construção Civil, Arte e Design. 
A inovadora Área Cívica e Politécnica manifestou-se nesta Escola de particular interesse para a maioria dos alunos, professores e pais, interesse resultante de uma maior integração no meio e da realização de motivadores colóquios internos. Em 1978/79,foi lançado, a título experimental, o 10º ano de escolaridade. Na rede da Brotero apenas se excluiu a área de Estudos Humanísticos, inscrevendo-se todas as restantes: a de Estudos Científico-Naturais, Científico-Tecnológicos(em que vieram a ganhar enorme relevo a Electrónica e a Informática), Económico-Sociais, Artes Visuais(com as componentes de Artes dos Tecidos e Artes do Fogo).O 12º ano, lançado em 1980,funcionou na Brotero desdobrado nas suas duas vias – a via de ensino e a via profissionalizante, esta com cursos como o de Desenhador Projectista Electrotécnico, Técnico de Manutenção Mecânica, Desenhador Têxtil, Secretário (a),Técnico de Instalações Eléctricas.
Na sequência da unificação, a Escola passou a denominar-se, em 1979, Escola Secundária de Avelar Brotero, nome que hoje, e com propriedade, ainda mantém. A partir de 1983, digamos que a Escola Brotero recuperou um pouco da sua identidade. Dentro do projecto de relançamento do Ensino Técnico Profissional, tiveram lugar nos seus planos de estudo os bivalentes Cursos Técnico-Profissionais e Profissionais, a possibilitar o prosseguimento de estudos ou o ingresso na vida activa. A Brotero, dotada de infra-estruturas adequadas, equipamento específico e de um corpo docente qualificado, foi seleccionada para concretizar um plano de experiências-piloto a nível nacional. Tornou-se, com efeito, pioneira nestas experiências, pondo em funcionamento cursos diversos (alguns para o núcleo de deficientes auditivos, como o de Pintor Decorador Cerâmico e o de Técnico Auxiliar de Informática). E levou também a efeito cursos técnicos paralelos (apoiados por Programas da CEE, a que apresentou candidatura), com organização curricular, programas e coordenação da responsabilidade dos professores proponentes. pós longo tempo de reflexão e busca de consensos visando a concretização de uma reforma de fundo do sistema educativo português, susceptível de construir “um projecto de sociedade que, preservando a identidade nacional, assumisse o desafio da modernização resultante da integração de Portugal na Comunidade Europeia”, foi decretada, em 1986, uma Lei de Bases do Sistema Educativo. Segundo esta, a educação escolar compreenderia o ensino básico, obrigatório, com a duração de nove anos, o secundário, de três, e o superior, abrangendo o universitário e o politécnico.
Na Escola Brotero, a Reforma entrou em vigor em 1992/93 no 7º ano e em 1993/94 no 10º ano, estendendo-se, progressivamente aos anos seguintes. No 10º ano formaram-se vinte e duas turmas (exagero de que resultou para a escola uma superlotação difícil de esquecer…), de cursos gerais e cursos tecnológicos (substituindo estes os técnico-profissionais do sistema anterior). Mais uma vez foi excluída da Brotero a Área de Humanidades, ou seja, o Agrupamento 4 (embora a mesma fosse reclamada por um vasto sector do Conselho Pedagógico). Em 1997/98, a Escola veio a perder a sua população mais jovem, o saudoso básico, lamentavelmente para muitos, dado ter sido através dela que havia sobremaneira adquirido o seu cariz tão espefícico. A Escola Brotero integrar-se-ia, assim, no somatório dos estabelecimentos de ensino que viriam a alcançar o estatuto de escolas exclusivamente secundárias. A partir daqui, verificar-se-ia também, na Brotero, uma recuperação de forma mais arreigada do seu pendor tecnicizante. Foi-se, com efeito, acentuando a tendência de nela se introduzirem cursos tecnológicos/profissionais, a facilitar a inserção imediata ou a promoção dos alunos no mundo do trabalho.
Actualmente
Hoje, além dos Cursos Científico-Humanísticos, incluindo Artes Visuais, que a Brotero oferece no âmbito de Ensino Secundário diurno e do Ensino recorrente nocturno (a vigorar desde os anos noventa e já quase inteiramente convertido no chamado Sistema de Educação e Formação de Adultos), funciona neste estabelecimento de ensino uma atractiva gama de Cursos Profissionais de Nível 4, em sectores como o da Electrónica, Automação, Economia, Contabilidade e Gestão, Informática, Multimédia, Electrotecnia, Metalurgia e Metalomecânica, Frio e Climatização, Energias Renováveis, Construção Civil, Design de Moda, Gestão do Ambiente, Secretariado. Nas oficinas mantêm-se ainda em funcionamento áreas ditas tradicionais, como a Mecânica-Auto, Cerâmica, Tapeçaria, Escultura, Electrotecnia, Construção Civil/Madeiras. Em simultâneo, a Brotero prossegue a dinamização do seu Centro de Novas Oportunidades, que, curiosamente, terem feito regressar aos bancos da Escola muitos dos seus alunos de outras eras.

## Outros
Esta escola conta ainda com clubes e projectos, tais como o Jornal da Escola, a Biblioteca/Mediateca, o Gabinete do Aluno, o Projecto AniMAT, o Blogue Multimédia e o Projecto EcoModa.